# Colegiul Eötvös József
Colegiul Eötvös József (în maghiară Eötvös József Collegium sau  Eötvös-Kollégium) din Budapesta este o instituție de învățământ superior ungar, atașată de Universitatea Eötvös Loránd.
Colegiul Eötvös József a fost fondat în anul 1895, după modelul École normale supérieure, de către fizicianul și ministru al învățământului Loránd Eötvös. Colegiul poartă numele tatălui întemeietorului, Eötvös József, scriitor și el însuși ministru al învățământului și culturii.  
Complementar al Universității din Budapesta, Colegiul Eötvös József își recrutează studenții prin concurs la litere și la științe, pentru formarea profesorilor.

## Legături externe
- en  fr  hu  Site-ul Colegiului Eötvös József Arhivat în 19 decembrie 2008, la Wayback Machine.
- fr  Site-ul atelierului de studii franceze Arhivat în 29 decembrie 2008, la Wayback Machine.